# 圣安德肋堂 (安特卫普)

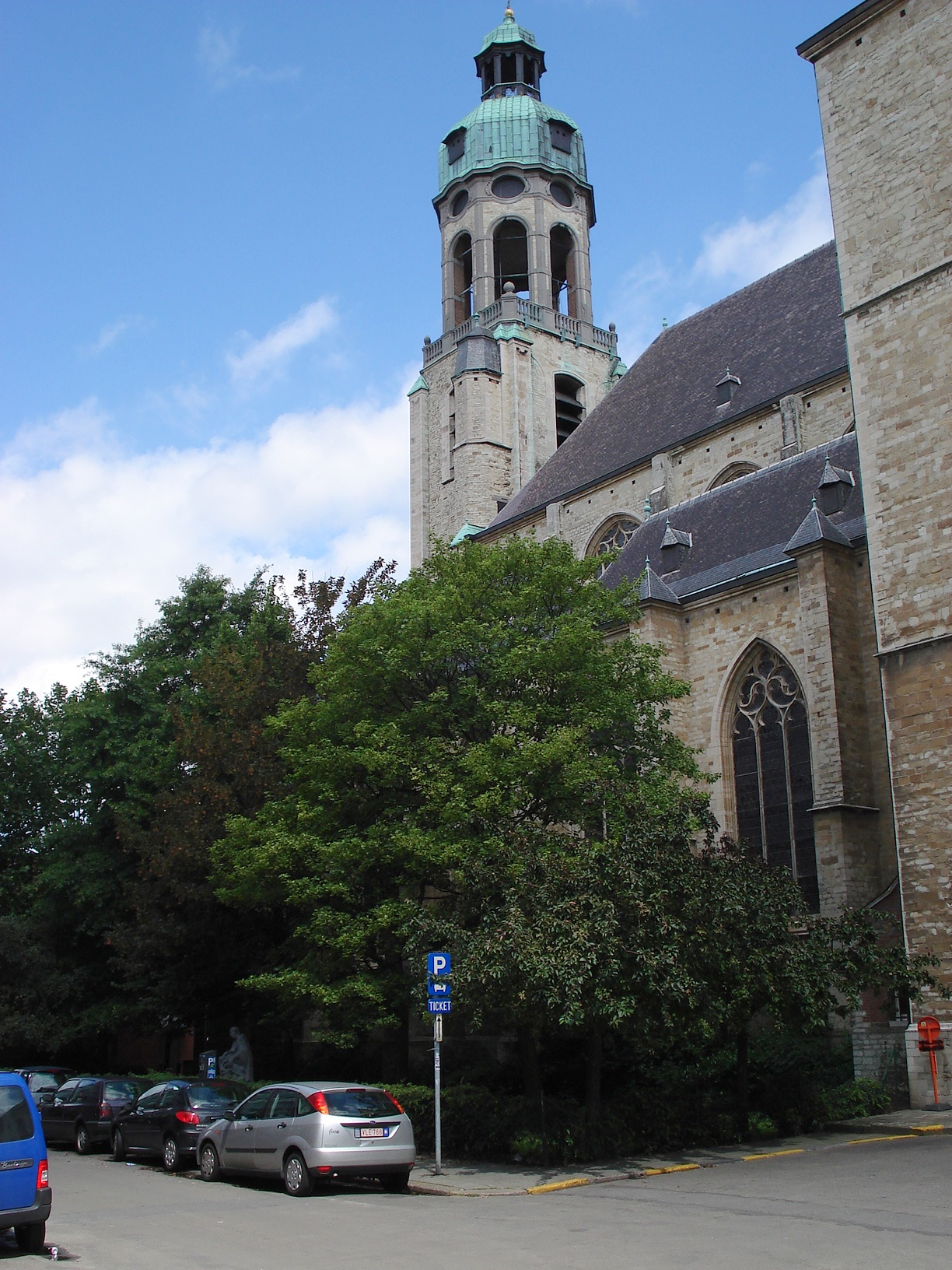
圣安德肋堂

圣安德肋堂（荷蘭語：Sint-Andrieskerk）是比利时安特卫普的一座罗马天主教教堂，由奥斯定会建于1527-1529年。其外观主要为哥特式，而内部主要是巴洛克式风格。

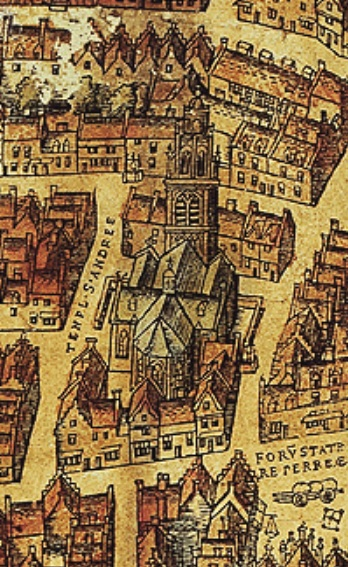

在1566年雕像風暴（荷蘭語：Beeldenstorm）中，教堂内部被毁。1568年该堂分属天主教和加尔文派。1579年教堂中间筑起隔墙。1581年，加尔文派不允许天主教徒进入教堂，拆除了属于天主教的部分。1585年安特卫普陷落后加尔文派失败，该堂归回天主教徒。1755年钟楼坍塌，新建巴洛克钟楼。1794年法国大革命期间，该堂得以幸存。1802年拿破仑和教宗签订协议后该堂恢复开放。1830年该堂受损，局部烧毁。1945年1月2日北侧花窗玻璃毁于空袭。

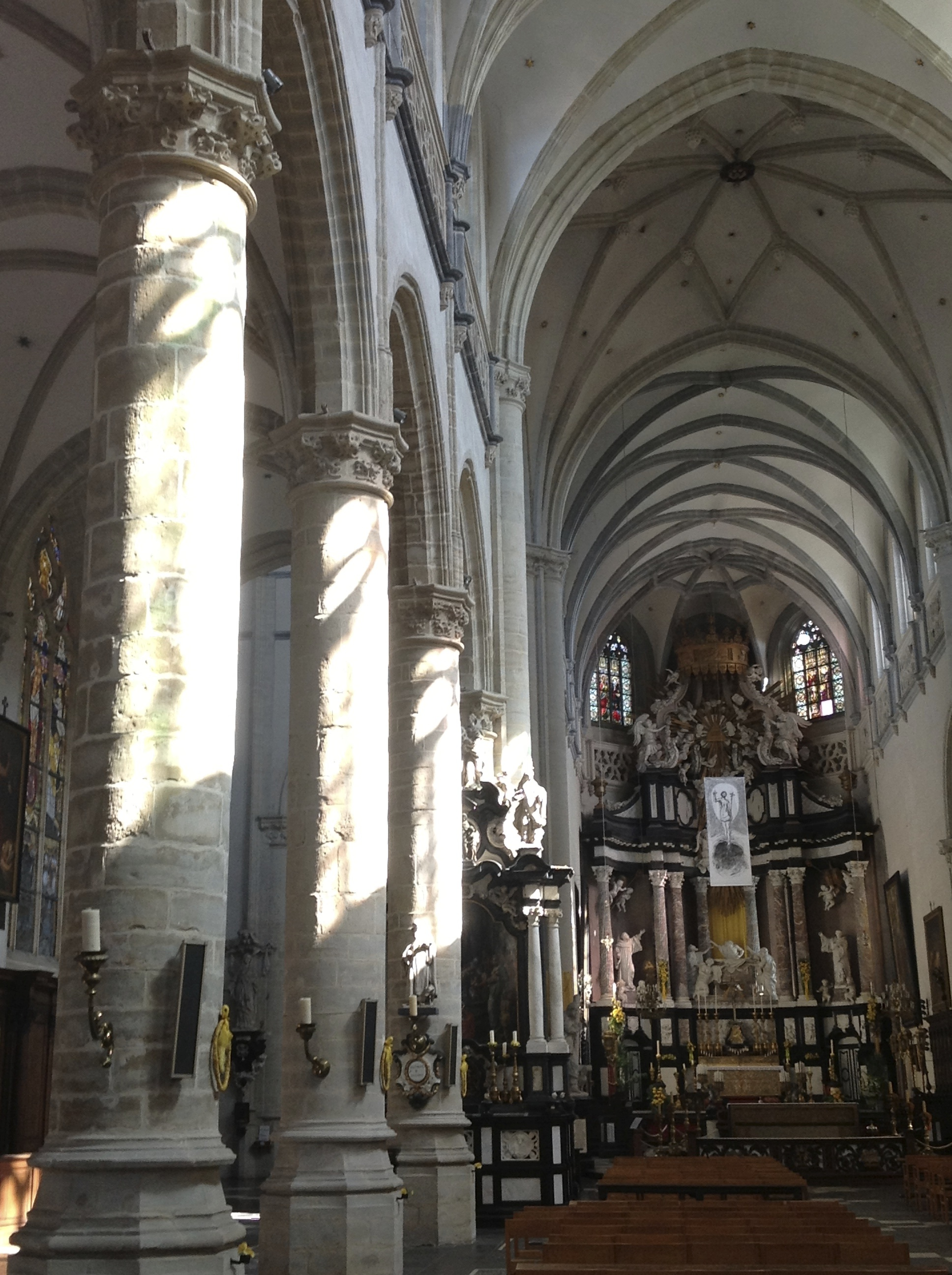
内部